# Segell de Dakota del Nord
El Gran Segell de l'Estat de Dakota del Nord és el segell oficial de Dakota del Nord. El seu disseny està contingut, des de la seva ratificació el 1889, en la constitució de Dakota del Nord. Ha mantingut sempre el mateix disseny, encara que els colors varien segons la font.

## Descripció
Sobre camp obert hi trobem un arbre, el tronc es troba envoltat per tres feixos de blat, a la dreta hi ha una arada, una enclusa i un trineu, a l'esquerra un arc creuat amb tres fletxes i un indi a cavall perseguint un bisó que corre cap al sol ponent; sobre les branques de l'arbre hi apareix un semicercle de quaranta-dues estrelles, envoltat pel lema «Llibertat i Unió ara i per sempre, un i inseparable» ("Liberty and Union Now and Forever, One and inseparable"); les paraules «gran Segell »("Great Seal") les trobem a la part superior, i finalment les paraules «Estat de Dakota del Nord »("State of North Dakota") a la part inferior, a esquerra i dreta trobem la data de l'ingrés de Dakota del Nord com estat: 1 d'octubre de 1889.